# Minas do Leão
Minas do Leão este un oraș în Rio Grande do Sul (RS), Brazilia.